# Bruno Marchand (dessinateur)
Pour les articles homonymes, voir Marchand.
Bruno Marchand, né le 13 mai 1963 à Bruxelles (province de Brabant), est un auteur de bande dessinée belge francophone.

## Biographie
Bruno Marchand naît le 13 mai 1963 à Bruxelles. En 1978, il entame des humanités artistiques à l'Institut Saint-Luc de Bruxelles, où il côtoie Philippe Francq. Il prolonge en supérieur dans la section bande dessinée où il a Olivier Neuray pour condisciple. Dès la fin de celles-ci en 1986, il signe un contrat de cinq albums avec Bédéscope mais l'éditeur fera faillite quinze jours avant la sortie d'un premier album dont le scénario est d'Alain Streng. Il publie dans Tintin des gags ou de courts récits depuis 1987 puis dans Spirou en illustrant des rubriques rédactionnelles dès 1989 et il collabore avec le Groupe Bayard Presse. Son premier album est Ma vie de chat chez Delcourt en 1991.
En 1992, Bruno Marchand rencontre Jean Giraud connu aussi sous le nom de Mœbius et réalisent ensemble une adaptation libre du personnage de BD Little Nemo créé en 1905 par l'américain Winsor McCay. Marchand travaille seul sur les tomes 3 (2000) et 4 (2002) de cette série publiée chez Casterman.
En 1996, Point Image publie Lumière de sable..., un recueil de ses histoires courtes publiées dans Tintin et Spirou dans la collection « Monde cruel »,.
En septembre 2006, il réalise la couverture du Spirou no 3571 intitulée On est tous fans de Gil Jourdan rendant ainsi hommage à Maurice Tillieux et son personnage fétiche.
En 2008, appuyé par les éditeurs par Denis Bajram et Valérie Mangin, il lance une nouvelle série intitulée Quelques pas vers la lumière, un road movie en cinq tomes, publiée chez Quadrants (2008-2013). En suite, il participe à deux albums collectifs avant de commencer sa nouvelle série Le Pouvoir des Atlantes, dans la collection « Cockpit » aux éditions Paquet (2 albums, 2018-2020).
Parallèlement, Marchand rend hommage à Hergé et aux grands auteurs de Dupuis tels Franquin, Jijé, Tillieux, Roba, Morris en inventant de fausses couvertures d'albums ou en les refaisant.
Pour le scénariste Didier Quella-Guyot, le graphisme de Bruno Marchand qu’on peut situer entre Jacobs et Cosey est caractérisé par la ligne claire qui produit des dessins d’une grande richesse, rehaussés de couleurs lumineuses.

## Œuvres

### Albums

#### Comme auteur
- Ma vie de chat (dessin), avec Dr Joël Dehasse, Delcourt, 1991  (ISBN 2906187771).

##### Little Nemo
- 1. Le Bon Roi, Casterman, Tournai, janvier 1994
Scénario : Mœbius - Dessin et couleurs : Bruno Marchand -  (ISBN 2-203-36405-X)
- 2. Le Mauvais Roi[13], Casterman, Tournai, avril 1995
Scénario : Mœbius - Dessin et couleurs : Bruno Marchand -  (ISBN 2-203-36408-4)
- 3. La Route des icebergs[14],[15], Casterman, Tournai, septembre 2000
Scénario, dessin et couleurs : Bruno Marchand -  (ISBN 2-203-36415-7)
- 4. Le Grand Vol[16], Casterman, Bruxelles, janvier 2002
Scénario, dessin et couleurs : Bruno Marchand -  (ISBN 2-203-36418-1)

##### Quelques pas vers la lumière
- 1. La Géométrie du hasard[17],[18], Quadrants, coll. « Astrolabe », Toulon, janvier 2008
Scénario, dessin et couleurs : Bruno Marchand -  (ISBN 978-2-302-00093-3)
- 2. Le Voyage improbable[19],[20],[21], Quadrants, coll. « Astrolabe », Toulon, avril 2009
Scénario, dessin et couleurs : Bruno Marchand -  (ISBN 978-2-302-00543-3)
- 3. Les Voyageurs de l'autre monde[22],[23], Quadrants, coll. « Astrolabe », Toulon, août 2010
Scénario, dessin et couleurs : Bruno Marchand -  (ISBN 978-2-302-01242-4)
- 4. La Mémoire oubliée[24],[25], Quadrants, coll. « Astrolabe », Toulon, 22 février 2012
Scénario, dessin et couleurs : Bruno Marchand -  (ISBN 978-2-302-01999-7)
- 5. Le Livre de la vie[12],[26],[27],[28], Quadrants, coll. « Astrolabe », Toulon, 21 août 2013
Scénario, dessin et couleurs : Bruno Marchand -  (ISBN 978-2-302-02569-1)

##### Le Pouvoir des Atlantes
- 1. Le Vol du coléoptère[29], Paquet, coll. « Cockpit », Conches, 16 mai 2018
Scénario, dessin et couleurs : Bruno Marchand -  (ISBN 978-2-88890-865-4)
- 2. La Confrontation[30],[31],[32], Paquet, coll. « Cockpit », Conches, 16 septembre 2020
Scénario, dessin et couleurs : Bruno Marchand -  (ISBN 978-2-88890-962-0)

#### Comme coloriste
Marchand est le coloriste de Marvano pour la série Red Knight (1990) et des séries adaptées des romans de Joe Haldeman ; La Guerre éternelle (1988), Dallas Barr (1996) et Libre à jamais (2002). En outre, Bruno Marchand est le coloriste de quelques albums de Philippe Wurm, Olivier Grenson et Olivier Wozniak.

### Collectifs
- Silence, on rêve, Casterman, coll. « Les Romans (À suivre) », juillet 1991
Scénario : collectif - Dessin : collectif dont Bruno Marchand - Couleurs : quadrichromie -  (ISBN 2-203-94356-4)
- Chansons de Gainsbourg en bandes dessinées, Petit à petit, Darnétal, septembre 1999
Scénario et dessin : collectif dont Bruno Marchand - Couleurs : quadrichromie -  (ISBN 2-9511733-2-6),Participation : adaptation de la chanson de Serge Gainsbourg : Le Poinçonneur des Lilas.
- Paroles d'école - Mémoires d'élèves, souvenirs de maîtres, Soleil, 13 novembre 2013
Scénario : Jean-Pierre Guéno - Dessin : collectif dont Bruno Marchand - Couleurs : quadrichromie -  (ISBN 978-2-302-03627-7)
- Népal, 25 avril 2015 - La BD se mobilise[39], Place du sablon, août 2015
Scénario et couleurs : collectif - Dessin : collectif dont Bruno Marchand -  (ISBN 978-2-88936-006-2)

### Fanzines
- Récit[40] de 2 pages dans Synopsis no 5 de décembre 1987.

### Para-BD
À l'occasion, Bruno Marchand réalise des ex-libris, illustrations ou cartes postales.

### Illustrations
- François, Texte imprimé, texte de : Adrian ; dessins de : Marchand, Paris, Mame, 1993  (ISBN 2-7289-0542-8) (BNF 35560566)

### Expositions
- 20 Ans de photos d'auteurs, Galerie Les Dessous du dessin, Bruxelles, du 10 au 24 décembre 2005[42].
- Le Pouvoir des Atlantes, Slumberland BD World, Wavre du 15 juin au 24 août 2018[43].

## Prix
- 2001 :  prix espoir décerné par la Chambre belge des experts en bande dessinée pour Little Nemo - La Route des icebergs[44].

#### Livres
: document utilisé comme source pour la rédaction de cet article.
- Jean Pirotte (dir.) et Luc Courtois, Du régional à l'universel. : L'imaginaire wallon dans la bande dessinée., Louvain-la-Neuve, Fondation wallonne Pierre-Marie et Jean-François Humblet, 1999, 310 p. (ISBN 978-2-9600072-3-7 et 2960007239, OCLC 1075833932), p. 239 lire sur Google Livres
- Jacques Fiérain, « Marchand, Bruno », dans La BD à Bruxelles et en Brabant, Charleroi, Éd. l'Âge d'or, avril 2003, 144 p., ill. ; 31 cm (ISBN 9782960119664 et 2960119665, OCLC 470388171, présentation en ligne), p. 98. .
- Henri Filippini, « Marchand, Bruno », dans Dictionnaire de la bande dessinée, Paris, Bordas, 2005, 912 p., ill. ; 27 cm (ISBN 9782047299708 et 2047299705, OCLC 1009545288, présentation en ligne), p. 810.
- Le 9e Rêve no 6, Bruxelles, Institut Saint-Luc de Bruxelles, École de recherche graphique, 2006, 144 p. (présentation en ligne), p. 59.
- Philippe Mellot, Michel Denni, Laurent Turpin et Isabelle Morzadec, Trésors de la bande dessinée : BDM 2021-2022 - Catalogue encyclopédique et Argus, Paris, Les Arènes, novembre 2020, 22e éd., 1700 p., ill. ; 23 cm (ISBN 9791037502582, OCLC 1240308146, présentation en ligne), p. 660, 661, 679, 905, 930, 1382. .

#### Périodiques
- « Marchand », Rêve-en-Bulles, no 3,‎ septembre 1992
- « Marchand », Auracan, Graphic Strip ASBL, no 4,‎ mars 1994.